# Ken Domon
Ken Domon (土門 拳?, Domon Ken; Sakata, 25 ottobre 1909 – Tokyo, 15 settembre 1990) è stato un fotografo e fotoreporter giapponese, tra i più famosi del XX secolo.
Domon è celebre soprattutto per i suoi reportage di fotogiornalismo, ma anche per aver documentato templi e statuaria buddista.

## Biografia
Nato a Sakata, nella prefettura di Yamagata, in giovane età fu profondamente influenzato dagli scritti filosofici di Tetsuro Watsuij. Iscrittosi alla facoltà di legge della Nihon University ne fu espulso a causa della sua partecipazione a movimenti politici radicali. Domon decise perciò di dedicarsi alla pittura e alla fotografia, riuscendo ad entrare nello studio fotografico di Kotaro Miyauchi nel 1933.
Nel 1935 passò a lavorare per la rivista Nippon, al fianco di Nippon Kobo. Quattro anni dopo si trasferì alla Kokusai Bunka Shinkokai, un'organizzazione nazionale di propaganda. Come Ihei Kimura e altri famosi fotografi giapponesi decise di collaborare in appoggio allo sforzo bellico del Giappone nella seconda guerra mondiale.
Grazie all'esperienza acquisita sul campo, alla fine della guerra Domon divenne un fotografo indipendente e documentò le condizioni del dopoguerra giapponese concentrandosi sulla società e sulla vita quotidiana delle persone comuni. In questo periodo diventò famoso come un esponente del realismo in fotografia che lui stesso definiva come "uno scatto assoluto che sia assolutamente non drammatico".
Domon fu un fotografo prolifico, lavorando per numerose riviste fotografiche riaperte dopo la guerra o fondate durante gli anni cinquanta. Insieme a Kimura, Hiroshi Hamaya e altri colleghi, rifiutava la fotografia artistica e le foto posate, entrando spesso in polemica con le riviste per le quali lavorava nel tentativo di imporre il suo punto di vista sul realismo fotografico.
Le foto più conosciute di Domon sono state scattate nel secondo dopoguerra, particolarmente quelle dei sopravvissuti al bombardamento atomico di Hiroshima o quelle che documentano la vita dei bambini nella comunità di minatori di Chikuhō, Kyūshū. Nel 1958, Domon ricevette il Premio Mainichi di fotografia e il premio Fotografo dell'Anno dall'associazione dei critici fotografici del Giappone. Fu inoltre premiato dal Ministero dell'educazione giapponese nel 1959 e dall'associazione nazionale giornalisti nel 1960.
Nel 1960 e poi ancora nel 1968, Domon fu colpito da ictus, le cui conseguenze lo costrinsero sulla sedia a rotelle e gli resero impossibile impugnare normalmente la macchina fotografica. La malattia tuttavia non gli impedì di continuare nella sua opera di documentazione fotografica della cultura giapponese. Il fotografo viaggiò a lungo per tutto il paese fotografando i templi buddisti e producendo un'impressionante serie di bellissimi libri fotografici. Nel 1963, Domon cominciò a lavorare al progetto più importante della sua vita Koji junrei (1963–1975) che comprendeva foto dei templi e della cultura giapponese a Nara e Kyoto. Nel 1971 gli fu conferito il Kikuchi Kan Prize, premio riservato a coloro che promuovono la cultura giapponese.
Nel 1976, il fotografo fu colpito da un terzo ictus che lo rese completamente invalido, impedendogli di fare foto. Nel 1981 fu istituito a suo nome il Premio Domon Ken di fotografia, due anni dopo gli fu dedicato un museo a Sakata. Domon morì a Tokyo il 15 settembre 1990.